# 12 grandes éxitos
12 grandes éxitos es un álbum recopilatorio de la banda de pop rock, Mar de Copas.

## Historia
El álbum recopilatorio de la banda fue realizado para una promoción especial de (H&S) denominada "Greatest Hits".
El disco da un pequeño paseo por los éxitos de Mar de Copas desde su disco del mismo nombre hasta su tercer disco, III (no incluye el cuarto disco de estudio, Suna).

## Lista de canciones
| N.º | Título                            | Música                                                      | Duración |  |
| 1.  | «Prisión (Nueva versión)»         | Manolo Barrios                                              | 8:32     |  |
| 2.  | «Mujer noche (Versión del video)» | Manolo Barrios, Toto Leverone                               | 4:41     |  |
| 3.  | «Dulce y veloz»                   | Manolo Barrios, Toto Leverone, Phoebe Condos, Claudia Salem | 3:48     |  |
| 4.  | «Entre los árboles»               | Manolo Barrios                                              | 4:12     |  |
| 5.  | «Prendí otro fuego por ella»      | Manolo Barrios                                              | 3:22     |  |
| 6.  | «Aquí en el borde del mar»        | Manolo Barrios                                              | 5:44     |  |
| 7.  | «Tras esa puerta»                 | Manolo Barrios, Toto Leverone                               | 5:30     |  |
| 8.  | «Al pasar de las horas»           | Manolo Barrios, Toto Leverone, César Zamalloa               | 3:23     |  |
| 9.  | «A Dios»                          | Manolo Barrios, Toto Leverone, César Zamalloa               | 2:39     |  |
| 10. | «L.B.»                            | Manolo Barrios                                              | 5:12     |  |
| 11. | «Sol soberano»                    | Manolo Barrios, Toto Leverone, César Zamalloa               | 4:26     |  |
| 12. | «Canción»                         | Rodrigo Quijano                                             | 4:15     |  |

## Créditos
- Wicho García: Voz
- Toto Leverone: Batería
- Manolo Barrios: Guitarra
- Félix Torrealba: Bajo en los temas 02, 03 y 12
- César Zamalloa: Bajo en los temas 01, 04, 05, 06, 07, 08, 09, 10 y 11
- Phoebe Condos: Teclado
- Claudia Salem: Coros

### Músicos invitados
- Victor Villavicencio: Piano en el tema 12
- Miki González: Armónica en el tema 03 y guitarra en el tema 06

- Datos: Q98066866